# Pete Lovely
Pas d'image ? Cliquez ici
Gerard Carlton "Pete" Lovely est un coureur automobile américain né le 11 avril 1926 à Livingston dans le Montana, et mort le 15 mai 2011. Il s'est inscrit à 11 Grands Prix de Formule 1 et a pris 7 départs, débutant le 10 mai 1959 au Grand Prix de Monaco. Il n'a marqué aucun point au championnat du monde des pilotes. Il a également pris part à 8 courses de Formule 1 hors-championnat
Pete Lovely fut sacré champion en catégorie Sports Car Club of America en 1955.

## Résultats en championnat du monde de Formule 1
| Saison | Écurie                      | Châssis     | Moteur             | Pneus     | GP disputé | Points inscrits | Classement |
| ------ | --------------------------- | ----------- | ------------------ | --------- | ---------- | --------------- | ---------- |
| 1959   | Team Lotus                  | Lotus 16    | Climax 4 en ligne  | Dunlop    | 0          | 0               | n.c.       |
| 1960   | Fred Armbruster             | Cooper T51  | Ferrari 4 en ligne | Dunlop    | 1          | 0               | n.c.       |
| 1969   | Pete Lovely Volkswagen Inc. | Lotus 49B   | Cosworth V8        | Firestone | 3          | 0               | n.c.       |
| 1970   | Pete Lovely Volkswagen Inc. | Lotus 49B   | Cosworth V8        | Firestone | 1          | 0               | n.c.       |
| 1971   | Pete Lovely Volkswagen Inc. | Lotus 49/69 | Cosworth V8        | Firestone | 2          | 0               | n.c.       |

## Résultats aux 24 heures du Mans
| Année | Écurie                 | Châssis    | Moteur                          | Classement |
| ----- | ---------------------- | ---------- | ------------------------------- | ---------- |
| 1958  | Team Lotus Engineering | Lotus Mk15 | Coventry Climax 1,5l 4 en ligne | abandon    |